# 1-й Суворовский переулок
1-й Суво́ровский переулок — улица на востоке Москвы в районе Преображенское, соединяет Суворовскую улицу и улицу Девятая Рота.

## Происхождение названия
Получил название в XIX веке по Суворовской улице, к которой прилегает. Суворовская улица названа по домовладелице конца XVIII века премьер-майорше Суворовой.

## Описание
Начинается от Суворовской улицы, проходит на восток до улицы Девятая Рота, за которой начинается Новый проезд (сквозного проезда с 1-го Суворовского переулка на Новый проезд нет), соединяющий его с улицей Преображенский Вал. Домов по переулку не числится.